# Thinocore de Patagonie
Thinocorus rumicivorus
Espèce
Statut de conservation UICN

 LC  : Préoccupation mineure
Le Thinocore de Patagonie (Thinocorus rumicivorus) est une espèce d'oiseaux appartenant à la famille des Thinocoridae.

## Distribution
Cet oiseau vit en Patagonie, mais aussi long du littoral ouest du sud de l'Équateur au nord du Chili et dans le nord-ouest de l'Argentine. Des individus égarés peut être vus en Antarctique, au Brésil et dans les Malouines.

## Taxinomie
D'après la classification de référence (version 14.1, 2024) de l'Union internationale des ornithologues, le Thinocore de Patagonie possède 3 sous-espèces (ordre philogénique) :
- Thinocorus rumicivorus cuneicauda (Peale) 1848 ;
- Thinocorus rumicivorus bolivianus Lowe 1921 ;
- Thinocorus rumicivorus rumicivorus Eschscholtz 1829.

Thinocorus rumicivorus pallidus n'est pas considéré comme une sous-espèce par l'Union internationale des ornithologues, elle est considérée comme une sous-population de Thinocorus rumicivorus cuneicauda.